# Deltochilum diringshofeni
Deltochilum diringshofeni är en skalbaggsart som beskrevs av Guido Pereira och Martinez 1956. Deltochilum diringshofeni ingår i släktet Deltochilum och familjen bladhorningar. Inga underarter finns listade i Catalogue of Life.